# Hirondelle fluviatile
Petrochelidon fluvicola
Espèce
Synonymes
- Hirundo fluvicola

Statut de conservation UICN

 LC  : Préoccupation mineure
L'Hirondelle fluviatile (Petrochelidon fluvicola) est une espèce de passereaux de la famille des Hirundinidae. C'est une espèce monotypique (non subdivisée en sous-espèces). Elle est parfois classée dans le genre Hirundo.

## Répartition
Son aire de répartition s'étend sur le sous-continent indien. Elle est accidentelle aux Maldives, Émirats arabes unis et au Sri Lanka.

## Galerie d'images

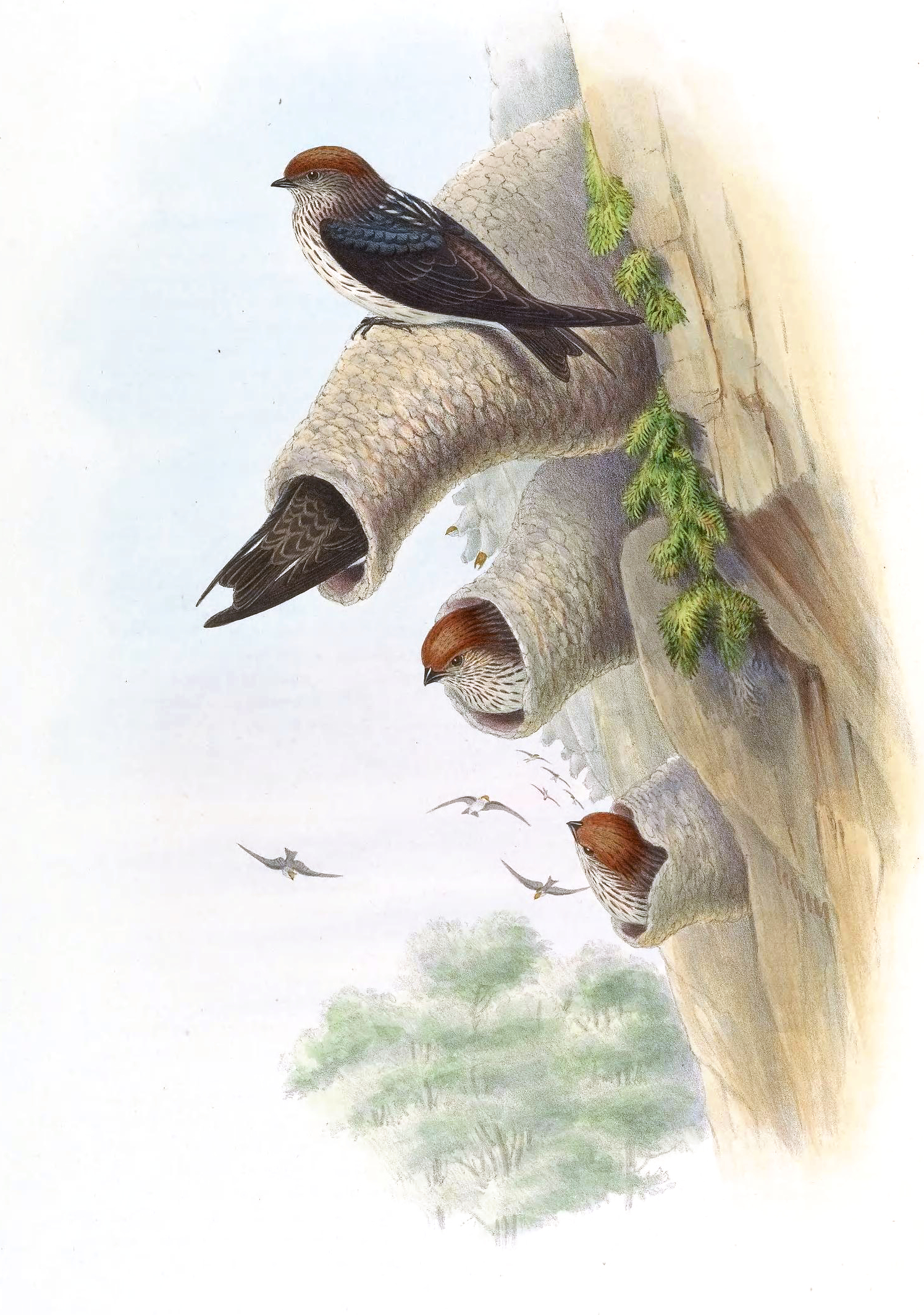
Peinture de John Gould
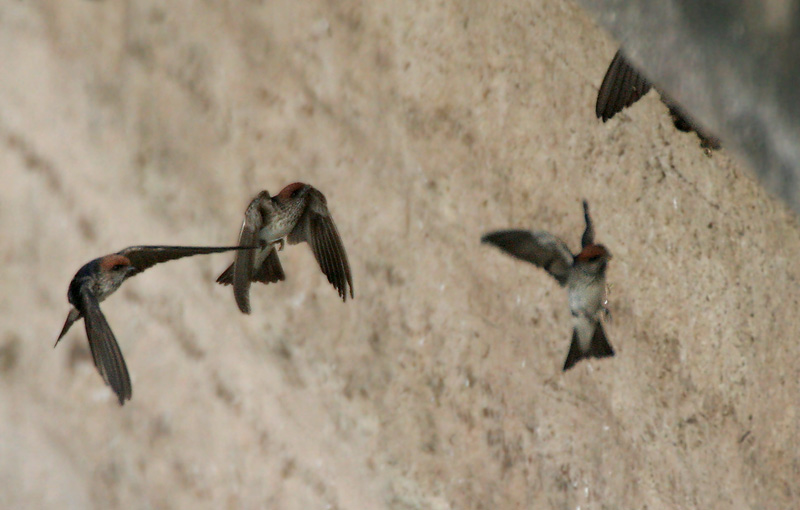
Construction du nid
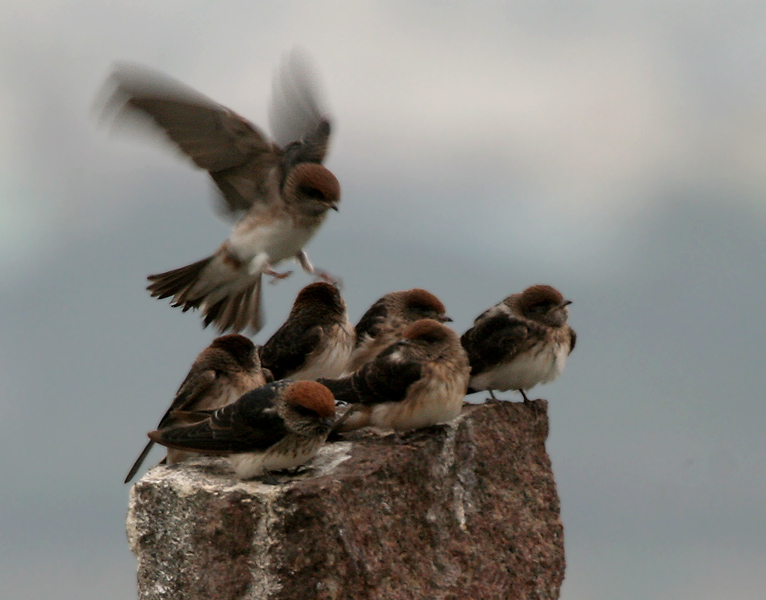
Groupe sur une falaise à Hyderabad